# Nikolai Knipovich
Nikolai Mikhailovich Knipovich (también Knipowitsch) (25 de marzo (6 de abril) 1862 Sveaborg, Helsinki, Finlandia – 23 de febrero de 1939 Leningrado, Rusia) fue un ictiólogo, zoólogo marino y oceanógrafo, notable como el fundador de pesquerías en el norte ruso.

## Biografía

### General
Se graduó de la Universidad Imperial de San Petersburgo en 1886 y defendió los materiales "de tesis de su maestro para el estudio de Ascothoracida" en 1892. Fue elegido ayudante profesor de la Universidad en 1893.
De 1894 hasta 1921 trabajó en el Museo Zoológico de la Academia de San Petersburgo de Ciencias. Entonces devino profesor de biología y zoología en el instituto Médico de Primeras Mujeres (hoy Universidad Médica Estatal de San Petersburgo) en 1911, continuando en la posición hasta 1930 .
Devino miembro honorario de la Academia de Ciencias de la URSS en 1935.

### Expediciones
Knipovich organizó y dirigió la Expedición científica Murman hacia una ubicación en el Mar de Barents (Murman Coast) entre 1898 y 1901,  el cual marcó el principio de estudio sistemático de los recursos biológicos de la región. Un barco de búsqueda marino moderno especial, el vapor Saint Andrew, construido para la expedición y en mayo de 1900 Knipovich emprendió observaciones hidrográficas y biológicas a lo largo de las orillas del Kola, costa del Murman a 73°00'N. Y, entonces, en otoño de 1901, dibujó un gráfico de corrientes basándose en datos de temperatura de agua y de salinidad e identificó varias corrientes tibias. En 1902 sería el primero en describir una conclusión en una relación entre distribución y migración de peces comerciales en el mar Barents y corrientes tibias.  Desde el barco Saint Andrew y otro barco, el Pomor, las observaciones hidrográficas estuvieron llevadas a cabo sobre 1.500 estaciones y los estudios biológicos sobre 2.000.
Sus otras expediciones incluyeron, algunas al mar Caspio (1886, 1904, 1912–1913, 1914–1915, 1931–32), el mar Báltico (1902) y el mar Negro (1922–1927). Su solicitud para llevar a cabo una expedición científica y la pesca en relación con el Mar de Azov, se aseguró el barco "Besstrashny" siendo aprobado por Lenin personalmente.

### Actividades y trabajo internacionales
Knipovich se involucró extensamente en colaboraciones internacionales. En 1901 concurrió a la Segunda Conferencia del Consejo Internacional para la Exploración del Mar en Christiania (Oslo, Noruega) y fue votado uno de los vicepresidentes del Consejo. Entre 1926 y 1927 sería un importante proponente en colaboraciones germano-soviético en estudios del mar de Barents Mar y se implicó en la Comisión Polar de la Academia de URSS de Ciencias.

### Legado
Knipovich fue autor de numerosas monografías sobre hidrología y pesca en el océano Ártico, mar Barents, mar Caspio, mar Azov, y mar Negro, así como un número de estudios en la taxonomía y ecología de invertebrados marinos (moluscos y parásitos barnacles) y en la historia geológica de los mares del norte.

## Honores
- Calle rebautizada en conexión con su 100.º aniversario – de "Kol kaya Calle" a "Knipovich Calle" en Murmansk, Rusia.[5]
- Risco en medio del Atlántico nombrado – Knipovich Ridge (entre Groenlandia y Spitsbergen).[9]
- Bahía en el ártico – Knipovich Bahía, alto Ártico del norte Taimyr.[10]
- Cabo Cabo Knipovich (Tierra de Joseph del Franz).[11]
- Barcos nombrados: barca "Nikolay Knipovich", con observaciones oceanográficas regulares llevadas a cabo entre 1928 y 1941 en el "Kola Sección", y R/V "Akademik Knipovich", un barco de búsqueda ruso, el cual recogió materiales entre 1965 y 1967.[3][2][12]
- El Knipovich Instituto de Búsqueda Polar de Pesca Marina y Oceanografía (PINRO) nombrado en 1935.
- Miembro honorario de la Academia de Ciencias de la URSS, 1935.

### Taxa nombrada en honor de Knipovich
Géneros
- Knipowitschia Iljin, 1927: géneros de peces gobidos
- Knipowitschiatrema Issaitschikov, 1927 (aceptado como Galactosomum Looss 1899), un genus de trematodes.)

## Algunas publicaciones
- Knipovich, N.M. (1892). Materials for the study of Ascothoracida (Materialy k poznaniiu gruppy Ascothoracida). St. Petersburg: Tip. V. Demakova. 1892. p. 155. Archivado desde el original el 28 de marzo de 2016. Consultado el 13 de septiembre de 2016. p. 155.
- Knipovich, N.M. (1902). Expedición para Búsqueda y Fisheries Investigaciones en el Murman Costa (1898-1990). p. 605.
- Knipovich, N.M. (1906). Principles of Hydrology in the European Arctic Ocean. St. Petersburg: Tip. M.M. Stasyulevich. 1906. p. 1518. p. Principles of Hydrology in the European Arctic Ocean. St. Petersburg: Tip. M.M. Stasyulevich. 1906. p. 1518.
- Knipovich, N.M. (1914@–15). Hydrological Explorations in the Caspian Sea. Petrograd. 1914–15.
- Knipovich, N.M. (1923). Identification guide of the fishes of the Black and Azov Seas (Opredelitel Ryb Chernogo i Azovskogo morei). Moscow. 1923. p. 144. p. 144.
- "«Hydrological investigations in the Black Sea.». Scı. work of the Azov-Black-Sea scientific producers expedıtion (Moscow) (10): 272. 1939. ."«Hydrological investigations in the Black Sea.». Scı. work of the Azov-Black-Sea scientific producers expedıtion (Moscow) (10): 272. 1939. Moscú (10): 272. 1939.  |Acceso-la fecha= requiere |url= (ayuda)

## Abreviatura (zoología)
La abreviatura Knipovich  se emplea para indicar a Nikolai Knipovich como autoridad en la descripción y taxonomía en zoología.